# Ото VII (пфалцграф на Бавария)
Ото VII Вителсбах (на немски: Otto VII (III, VI) von Wittelsbach; * 1129, † 18 август 1189) от фамилията Вителсбахи, е пфалцграф на Бавария от 1180 до 1189 г.

## Живот
Той е петият син на баварския пфалцграф Ото V фон Шайерн († 1156), който пръв се нарича фон Вителсбах, и съпругата му Хейлика от Ленгенфелд († 1170), дъщеря на граф Фридрих III фон Ленгенфелд († 1119) и Хейлика от Швабия († сл. 1110), която е дъщеря на Агнес от Вайблинген († 1143), втората дъщеря на император Хайнрих IV и Берта Савойска. По-големите му братя са баварския херцог Ото I, архиепископ Конрад и пфалцграф Фридрих II († 1198/1199), който през 1173 г. става монах.
Ото VII е от 1156 г. фогт на Кюбах. Придружава Фридрих Барбароса в Италия. Заедно с брат си Фридрих пътува до Светите земи.
Пфалцграф Ото фон Вителсбах умира на 18 авугуст 1189 г. и е погребан в Индерсдорф.

## Фамилия
Ото VII се жени за Бенедикта фон Донаувьорт (* ок. 1150; † 6 април 1182, погребана в Индерсдорф), дъщеря на граф Манголд фон Вьорт. Те имат децата:
- Еуфемия фон Вителсбах († сл. 1182)
- Ото VIII (* пр. 1180, † 7 март 1209), пфалцграф на Бавария, 1208 г. убиец на крал Филип Швабски
- Удалшалк фон Вителсбах († сл. 1172)
- Хайлика Баварска († сл. 13 август 1189), омъжена пр. 1176 г. за маркграф Конрад III Ото от Мерания, херцог на Бохемия († 1191)
- Агнес Баварска фон Вителсбах (* ок. 1149 в Мюнхен; † сл. 1219), омъжена I. за вилдграф Герхард I фон Кирбург († сл. 1198), II. между 1198 и 1202 г. за граф Албрехт IV фон Еверщайн († 1214)